# Stemmaphora
Stemmaphora là một chi bướm đêm thuộc họ Noctuidae.